# 9K52 Luna-M
El 9K52 Luna-M (ruso: Луна; español: Luna, nombre de informe de la OTAN Frog-7) es un sistema de lanzacohetes múltiple soviético de corto alcance que dispara cohetes 9M21 no guiados y estabilizados por giro. Fue desarrollado originalmente en la década de 1960 para proporcionar apoyo de artillería divisional utilizando armas nucleares tácticas, pero se modificó gradualmente para uso convencional. El 9K52 fue finalmente reemplazado por el OTR-21 Tochka.